# Ревякин, Василий Дмитриевич
Василий Дмитриевич Ревякин (26 апреля 1918, Данилкино, Саратовская губерния — 14 апреля 1944, Севастополь, Крымская АССР) — руководитель подпольной организации, участник Великой Отечественной войны, Герой Советского Союза (1965, посмертно).

## Биография
Родился 26 апреля 1918 года в селе Данилкино ныне Балашовского района Саратовской области. Окончил Балашовский учительский институт (специальность — учитель химии и биологии) в 1940 году.
В рядах Красной Армии с 1940 года. Служил в 265-м артиллерийском полку, впоследствии ставшем 18-м гвардейским артиллерийским. Участник Великой Отечественной войны с 1941 года; воевал на реке Прут, участвовал в обороне Одессы и Севастополя.
После падения Севастополя 5 июля 1942 года попал в плен, откуда почти сразу бежал. Неудачно попытавшись найти партизан в окрестностях Севастополя, легализовался под именем Александра Дмитриевича Ревякина, устроился в школу учителем химии и вскоре создал подпольную группу. В марте 1943 года группа Ревякина объединилась с подпольной группой инженера Павла Сильникова в Коммунистическую подпольную организацию в тылу у немцев (КПОВТН), которую возглавил Ревякин. В мае к ней присоединилась организация Николая Терещенко, бывшего помощника секретаря горкома ВКП(б). Организовал подготовку листовок, которые печатали на найденных сломанных и отремонтированных силами подпольщиков печатных машинках. Затем группе удалось собрать радиоприемник, по которому принимали сводки Совинформбюро и распространяли их среди населения в виде листовок.
КПОВТН была одной из сильнейших подпольных организаций Крыма, насчитывая более 120 членов и несколько десятков активных помощников. С 10 июня 1943 года ею выпускалась газета «За Родину», выходившая дважды в месяц. Шрифт для печатания газеты был похищен подпольщиками из немецкой типографии, печатавшей пропагандистские материалы для населения оккупированных территорий на русском языке. Её последний, двадцать пятый номер, вышел 8 марта 1944 года. К тому времени было выпущено и 36 листовок.
В октябре 1943 года была раскрыта группа Сильникова, и заместителем Ревякина стал Терещенко. Затем организации удалось установить связь с разведотрядом Черноморского флота под командованием капитан-лейтенанта А. А. Глухова. Однако 14 марта 1944 года Ревякин по доносу предателя был арестован, а 16 марта большинство других членов его группы было арестовано. После зверских пыток 30 подпольщиков, в их числе В. Д. Ревякин, были расстреляны 14 апреля в противотанковом рву в Юхаревой балке (8-й километр Балаклавского шоссе).
После освобождения Севастополя погибшие подпольщики были перезахоронены в братской могиле на площади Коммунаров, над могилой установлен памятник.
8 мая 1965 года В. Д. Ревякину было посмертно присвоено звание Героя Советского Союза «за создание и руководство подпольной партийной организацией в Севастополе в годы Великой Отечественной войны, за выдающиеся заслуги, мужество и отвагу, проявленные в борьбе с немецко-фашистскими захватчиками».

## Память
Именем Ревякина названа улица в Севастополе (бывшее Лабораторное шоссе). В доме № 46, где находилась штаб-квартира подполья, расположен дом-музей севастопольских подпольщиков